# كوميديا الحب
كوميديا الحب (باليابانية:ラブコメディ، أوラブコメ) هو عبارة عن نوع من أنواع على الكوميديا اليابانية، ظهر المصطلح في الأنمي والألعاب والدراما التلفزيونية والروايات والمانغات. وتعتمد فكرتها علي الأساسية على الجمع بين موضوع الحب، وعناصر الكوميديا لإخراج نمط مشرق قوي من العمل .